# Giovanni Frignani
Giovanni Frignani   (Ravenna, 8 d'abril de 1897 - Roma, 24 de març de 1944) va ser un tinent coronel dels Carabinieri, assassinat pels alemanys a la Massacre de les fosses Ardeatines. Se li concedí la Medalla d'Or al Valor Militar a títol pòstum.

## Biografia
Va néixer a Ravenna el 8 d'abril de 1897, fill d'Angelo Frignani i Gemma Salini. Amb l'entrada del Regne d'Itàlia a la Primera Guerra Mundial, el 24 de maig de 1915, es va oferir voluntari al Reial Exèrcit Italià, unint-se al 52è Batalló del Cos Nacional de Ciclistes Voluntaris. L'any següent va ser admès al curs de cadets oficials de la Reial Acadèmia Militar de Mòdena , graduant-se amb el grau de segon tinent i destinat al 28è Regiment d'Infanteria de la Brigada d'Infanteria de Pavia. Després de l'ascens a tinent , el juny de 1918 es va distingir a la batalla del Mont Grappa, aconseguint una Medalla de Bronze al Valor Militar. Després de l' armistici de Villa Giusti, va ser nomenat comandant de la guarnició de Dambel.
Després de participar en la I Guerra Mundial com a voluntari al Cos Ciclista de bersaglieri, sent condecorat amb la Medalla de Bronze al Valor Militar, el 1919 s'uní als carabinieri. El 1929, ja capità, va ser nomenat cap del servei d'informació del cos d'exèrcit, comandant a continuació la Companyia Judicial.
Al juny de 1943, nomenat tinent coronel dels carabiners, Frignani informà a Mussolini que tenia un document secret alemany pel qual Hitler considerava Itàlia com una zona d'ocupació; i Mussolini ordenà el trasllat de Frignani a França, tot i que no es dugué a terme. El 25 de juliol de 1943, després del vot negatiu del Gran Consell del Feixisme, Frignani s'encarregà de la detenció de Mussolini a Vil·la Savoia, obeint les ordres del Rei.
A partir del 8 de setembre de 1943 Frignani s'encarregà de l'organització del Front Clandestí de Resistència dels Carabinieri, sota la guia del general Caruso i conjuntament amb el coronel Giuseppe di Montezemolo. El 23 de gener de 1944 Giovanni Frignani va ser detingut per la policia alemanya, conjuntament amb el major Ugo de Carolis i el capità Raffaele Aversa, gràcies a una delació, sent tancat a la presó que les Schutzstaffel tenien a via Tasso. Allà va compartir cel·la amb el general Sabato Martelli Castaldi. La seva esposa Lina també va ser conduïda a la presó de via Tasso, on va haver de presenciar com les SS torturaven el seu marit. Va ser executat el 24 de març de 1944 durant la Massacre de les fosses Ardeatines.

## Condecoracions
Medalla d'Or al Valor Militar (1944, a títol pòstum)
 Medalla de Bronze al Valor Militar (1918)
 Medalla commemorativa de la guerra 1915-1918
 Medalla commemorativa italiana de la Victòria de 1918